# المحلاء (العدين)

تعديل مصدري - تعديل

المحلاء محلة تابعة لقرية الربع العالى، التابعة لعزلة الغضيبة بمديرية العدين إحدى مديريات محافظة إب في الجمهورية اليمنية، بلغ تعداد سكانها 20 حسب تعداد اليمن لعام 2004.